# Kolisleji járás
A Kolisleji járás (oroszul Колышлейский район) Oroszország egyik járása a Penzai területen. Székhelye Kolislej.

## Népesség
- 1989-ben 29 125 lakosa volt.
- 2002-ben 27 751 lakosa volt, melynek 90%-a orosz, 5%-a mordvin, 1,3%-a tatár, 1%-a ukrán.
- 2010-ben 26 187 lakosa volt, melynek 93%-a orosz, 2,6%-a mordvin, 1,5%-a tatár.